# Bushidō

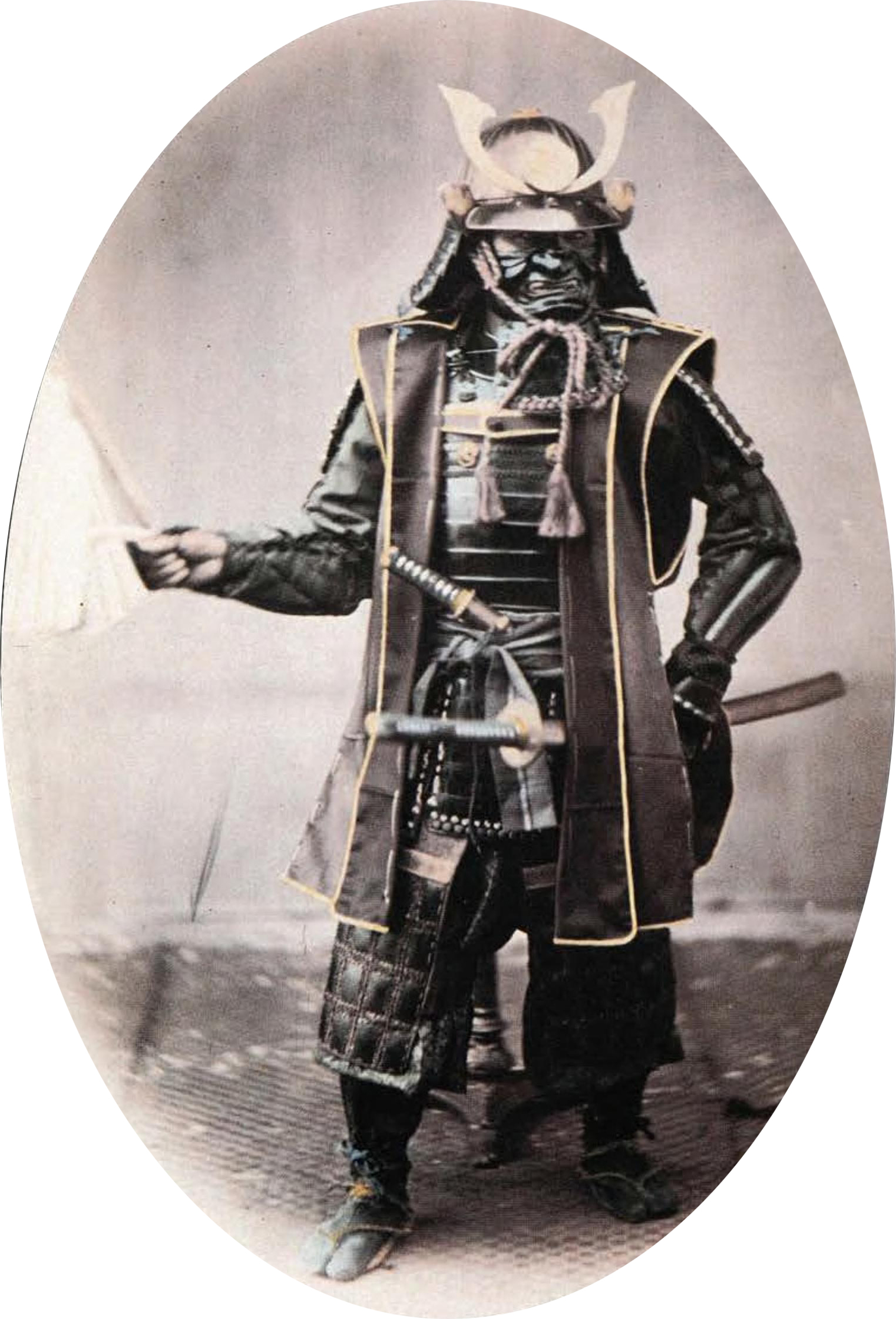
Samurai amb armadura de la dècada de 1860. Fotografia de Felice Beato

En la tradició japonesa, el bushidō (武士道) és un terme traduït com "el camí del guerrer". És un codi ètic estricte i particular on molt samurais entregaven les seves vides, que exigia lleialtat i honor fins a la mort. Si un samurai fallava en mantenir el seu honor podia recobrar-lo practicant el seppuku (suïcidi). Es diu que des de petit, el bushido era inculcat als japonesos de classe dirigent fins i tot abans de deixar el pit de la mare.

### Budisme
El budisme atorgava al guerrer un estoïcisme ple i fort que acompanyava el samurai fins als últims dies de la seva vida. El Bushi és amic de la mort i confiat en el destí, ofereix en el seu caràcter un total menyspreu aquells samurais que mancaven de valor a l'hora de morir. En paraules del Príncep de Mito, "Qualsevol pot introduir-se en el més igualat de la batalla i morir. És fàcil per un poca cosa, però per un samurai és verdaderament decisiu en la justa equanimitat i verdader valor saber viure quan ha de viure, i morir quan ha de morir". El budisme ofereix al Bushido un mètode de contemplació subjacent a un fenomen que posava al guerrer en harmonia amb l'absolut.

### Xintoisme
Per l'altra banda el xintoisme atorga al bushido valors ètics d'afinitat i amor per totes les coses vives, i una profunda ensenyança de la lleialtat per un sobirà en el seu aspecte més tradicional. El xintoisme creia que en la puresa de l'innat amb el que no cabia en ell, cabia en el pecat original. Les obres de Mencio i Confuci eren les principals ensenyances per als joves samurais i una interessant pauta de resolució per assumptes majors.

## Set virtuts
En la seva forma original, es reconeix el bushido amb set virtuts associades:
- 義 - Gi - Rectitud (decisions correctes)

Sigues honrat en els teus actes amb tothom. Creu en la justícia, però no en la que diuen els altres sinó la teva pròpia.
Per un autèntic samurai no existeixen tons entre bé i mal, només existeix el correcte i l'incorrecte.
- 勇 - Yuu - Coratge

Aixeca't sobre la massa de gent amb por d'actuar. Ocultar-se com una tortuga sota la closca no és viure. Un samurai ha de tenir el valor heroic. És absolutament perillós, és viure plenament, completa i meravellosa. El coratge heroic no és cec. És intel·ligent i fort. Canvia la por pel respecte i la prudència.
- 仁 - Jin - Benevolència

Mitjançant l'entrenament intens el samurai es converteix en ràpid i fort. No és com la resta d'homes. Ha de desenvolupar un poder que ha de ser usat pel bé de tots. Ha de tenir compassió. Ajudar els seus companys sempre que es pugui.
- 礼 - Rei - Respecte:

Els samurais no tenen motius per ser cruels. No necessiten demostrar la seva força. Un samurai és cortès fins i tot amb els seus enemics. Sense aquesta mostra directa de respecte, seríem igual que els altres animals. Un samurai és respectat no només per la seva força al camp de batalla, sinó també per la seva manera de tractar els altres. L'autèntica força interior del samurai es fa evident en moments de necessitat.
- 誠 - Makoto - Honestedat, Sinceritat absoluta

Quan un samurai diu que farà alguna cosa, és com si ja l'hagués fet. Res al món podrà aturar-lo de fer allò que ha dit que faria.
No ha de donar "la seva paraula" ni ha de "prometre", el simple fet de dir-ho és suficient. Parlar i fer és el mateix.
- 名誉「名譽」 - Meiyo - Honor

L'autèntic samurai només té un jutge i és ell mateix. Les decisions preses i com són dutes a terme reflecteixen qui és vertaderament. Ningú pot ocultar-se d'ell mateix.
- 忠 - Chuu - Lleialtat

Haver fet o dit alguna cosa significa que aquesta cosa li pertany. És responsable d'això i de totes les conseqüències que en segueixin. Un samurai és intensament lleial amb aquells que té sota manament. Per aquells dels que són responsable, perdurant fidelment. Les paraules d'un home són com les seves empremtes, el segueixen sempre.